# Genianthus blumei
Genianthus blumei là một loài thực vật có hoa trong họ La bố ma. Loài này được (Decne.) King & Gamble mô tả khoa học đầu tiên năm 1908.